# Boassi
Boassi is een Italiaans historisch merk van hulpmotoren voor fietsen.
In de jaren vijftig, toen goedkope, lichte vervoermiddelen ook in Italië populair werden, produceerde Boassi de "Gazella"-hulpmotor die op een fiets gemonteerd kon worden. Die motor was er in twee versies: een 60cc-model zonder versnellingen en een 65cc-model met twee handgeschakelde versnellingen.